# Fallaces sunt rerum species et hominum spes fallunt
Fallaces sunt rerum species et hominum spes fallunt ("le apparenze sono ingannevoli e tradiscono le speranze degli uomini"), o la forma troncata al primo periodo Fallaces sunt rerum species,  sono due motti latini che derivano dal De beneficiis (IV. 34. i) di Seneca, usati come monito a non lasciarsi ingannare dalla false apparenze.

## Media
Nel film Iron Man 2, la seconda forma viene pronunciata da Scarlett Johansson, nel ruolo di Natasha Romanoff (alias la Vedova Nera), per rispondere a Tony Stark che, accusandola di essere una simulatrice, le domanda se c'è qualcosa di vero in lei o se almeno sa parlare il latino come riportato nel suo curriculum vitae.